# An
Prin an se înțelege o perioadă de timp necesară Pământului (Terrei) pentru a efectua o rotație completă (Mișcarea de revoluție a Pământului) în jurul Soarelui.

## Definiția astronomică
În astronomie, durata unui an este definită ca durata unei revoluții a Pământului în jurul Soarelui. În funcție de punctele de referință alese în determinarea acestei mișcări, există:
- Anul sideral este durata revoluției siderale - durata unei rotații raportate la un sistem de referință inerțial. Anul sideral are 365,25636042 zile solare medii (31.558.149,54 secunde). Anul sideral dă periodicitatea mișcării aparente a Soarelui printre constelațiile zodiacale.
- Anul tropic este durata unei rotații complete a Pământului față de un sistem de referință în care dreapta de intersecție a planului orbitei cu planul ecuatorului terestru este fixă. Echivalent, într-un an tropic, longitudinea ecliptică a soarelui crește cu 360°. Anul tropic este cel care dă periodicitatea anotimpurilor. Datorită precesiei echinocțiilor, anul tropic este mai scurt decât anul sideral; în aproximativ 26.000 de ani, cât durează un ciclu complet de precesie a axei Pământului, numărul anilor tropici este cu unu mai mare decât numărul anilor siderali. Deoarece viteza unghiulară a Pământului pe orbită nu este constantă, durata exactă a anului tropic depinde de punctul de pe ecliptică ce este considerat ca început al anului. Durata, mediată pentru toate punctele eclipticii, pentru anul tropic este de 365,242190419 zile (≈31.556.925 secunde).
- Anul anomalistic este durata unei rotații complete a Pământului față de axa mare a orbitei sale (dreapta ce unește periheliul cu afeliul).

Termenul de an este folosit de asemenea pentru a indica perioada orbitală de parcurgere a unei rotații în jurul Soarelui de către fiecare planetă.

## Anul ca unitate de timp
Ca unitate de măsură pentru timp, anul poate fi una din mai multe variante, fiind necesar să se precizeze care dintre ele este folosită dacă este necesară precizie mare:
- anul iulian, egal cu 365,25 zile sau 31.557.600 secunde
- anul gregorian, egal cu 365,2425 zile sau 31.556.952 secunde
- anul „obișnuit” sau „civil”, de 365 zile sau 31.536.000 secunde. Anul civil începe la 1 Ianuarie și se termină la 31 decembrie.
- anul tropic, cu precizarea suplimentară cu privire la care an tropic se face referire

În perioada 1960-1967, anul tropic a fost luat ca bază pentru unitățile de măsură pentru timp. În acea perioadă, secunda a fost definită ca fracțiunea 1/31 556 925,9747 a anului tropic la 1900/01/01 la ora 12 timpul efemeridelor.

## Anul calendaristic
Anul calendaristic trebuie să fie sincron cu ciclul anotimpurilor și prin urmare trebuie să fie o aproximare practică a anului tropic. Din rațiuni practice, anul calendaristic are un număr întreg de zile. Unii ani au 365 de zile (anii obișnuiți), alții au 366 de zile (anii bisecți), astfel încât durata medie a anului calendaristic să fie aproximativ egală cu durata anului tropic.
Conform calendarului introdus de Iulius Cezar în anul 45 î.Hr., numit calendarul iulian, fiecare al patrulea an este bisect. Anii bisecți sunt cei având ca număr un multiplu de patru. Anul astfel definit are durata medie de 365,25 zile, cu 0,007809581 zile mai mult decât un an tropic. Calendarul iulian rămâne în urma anotimpurilor cu aproximativ 7,8 zile în 1000 de ani. Modificarea adusă de papa Grigore al XIII-lea în anul 1582, numită calendarul gregorian, face ca anii cu număr multiplu de 100 dar nu și de 400 să nu fie bisecți. Conform acestei reguli, anul 1900 și 2100 nu sunt bisecți, însă 1600, 2000 și 2400 sunt bisecți. Anul conform calendarului gregorian durează în medie 365,2425 zile, cu 0,000309581 mai mult decât anul tropic. Calendarul gregorian rămâne în urma anotimpurilor cu aproximativ 3 zile la 10000 de ani.